# Brockhampton (gruppo musicale)
I Brockhampton sono stati un gruppo musicale statunitense formatosi a San Marcos in Texas, nel 2010. L’ultima formazione era composta dai cantanti/produttori Kevin Abstract, bearface. e Joba, dai cantanti Matt Champion, Merlyn Wood e Dom McLennon, dai produttori Romil Hemnani, Jabari Manwa e Kiko Merley, dal direttore creativo e grafico Henock Sileshi, dal fotografo Ashlan Grey, dal web designer Robert Ontenient e infine dal manager Jon Nunes.

## Storia

### Gli esordi comeAliveSinceForever(2010-2014)
Sebbene non tutti facessero parte del gruppo originale, Kevin Abstract, Ameer Vann, Joba, Matt Champion e Merlyn Wood si conobbero già da adolescenti, mentre frequentavano tutti la Woodlands High School di Woodlands, in Texas. Nel 2010, Abstract pubblica un post sul forum online di KanyeLive, un forum dedicato al rapper Kanye West (ora noto come KanyeToThe) chiedendo se qualcuno voleva formare una band, a cui risposero oltre 30 utenti. Grazie all'iniziativa di Abstract si riuscì a formare un gruppo, sebbene sia diventato attivo solo nel 2012. Nel 2013, gli AliveSinceForever pubblicarono il loro album EP di debutto, The ASF EP. La formazione era composta da Kevin Abstract, Ameer Vann, Dom McLennon e Mic Kurb (in seguito noto come Rodney Tenor).

### Brockhampton eAll-American Trash(2014-2016)
Dopo l'uscita dell'album di debutto MTV1987 di Abstract, a fine 2014 gli AliveSinceForever cambiarono nome in Brockhampton aggiungendo diversi nuovi membri, alcuni dei quali reclutati attraverso il forum dei fan di Kanye West, KanyeToThe. Nel gennaio 2015, i Brockhampton pubblicarono il loro singolo di debutto, Bet I, accompagnato da un video diretto dai membri Henock "HK" Sileshi e Franklin Mendez. Bet I è stato rimosso da tutte le piattaforme di streaming nel 2017, sebbene il video musicale sia ancora disponibile su YouTube. Il 16 giugno 2015, venne pubblicato il secondo singolo, Hero e nello stesso mese, vinsero il concorso VFiles Loud, vincendo un video musicale diretto professionalmente per il loro prossimo singolo Dirt, pubblicato attraverso l'etichetta Fool's Gold Records. Il 24 marzo 2016, i Brockhampton rilasciarono il loro primo mixtape, All-American Trash, lanciato dal video musicale Flip Mo, interpretato da Merlyn Wood e Dom McLennon.

### La trilogiaSaturatione il successo (2017)
Nel gennaio 2017, viene pubblicato un nuovo singolo indipendente e un video musicale, Cannon. Nel maggio 2017, viene rilasciato Face, il primo singolo che promuove il loro album di debutto, Saturation. Durante tutto il mese di maggio, il gruppo pubblica diversi singoli e video musicali in promozione per l'album, tra cui Heat, Gold e Star, tutti diretti da Abstract e girati nel quartiere di South Central, Los Angeles, California. Un video musicale indipendente, intitolato Lamb, è stato rilasciato l'8 giugno 2017. Saturation venne rilasciato il 9 giugno 2017 e, con ottime valutazioni da parte della critica, portò nuova attenzione al gruppo. 
In seguito al rilascio di Saturation, Abstract dichiarò che il collettivo stava già lavorando a un follow-up, provvisoriamente intitolato Saturation II e che sarebbe stato rilasciato in agosto. Il 1 agosto 2017, i Brockhampton pubblicarono il singolo di debutto e il video di Saturation II, intitolato Gummy. Una settimana dopo, pubblicarono il secondo singolo e video, intitolato Swamp. Il 15 agosto pubblicarono il terzo singolo, intitolato Junky, e più tardi lo stesso giorno annunciarono via Twitter l'uscita di Saturation II per il 25 agosto. Il singolo e video finale dell'album Sweet è stato rilasciato il 22 agosto. A seguire è stato pubblicato lo stesso giorno l'uscita a sorpresa di Follow, dopo la quale Abstract ha annunciato che la "saturazione" della trilogia si sarebbe conclusa con Saturation III. 
Il 1 ° dicembre, i Brockhampton annunciarono Saturation III come album finale in studio; tuttavia, il gruppo in seguito ha chiarito che probabilmente avrebbero pubblicato altri album. Il 12 dicembre, fu pubblicato il singolo principale e il video dell'album, intitolato Boogie. Il 14 dicembre 2017, venne annunciato il quarto album in studio, Team Effort, in uscita nel 2018, insieme a un nuovo singolo di Saturation III, Stains. 
Saturation III è uscito il 15 dicembre con un ulteriore successo di critica. Il gruppo ha anche filmato un lungometraggio autofinanziato e autoprodotto per celebrare la trilogia di Saturation, diretta dallo stesso Kevin Abstract.

### L'addio di Ameer Vann,IridescenceeGinger(2018-2020)
Nel marzo 2018, i Brockhampton annunciarono che Team Effort era stato ritardato indefinitamente e che avrebbero invece pubblicato il loro quarto album in studio Puppy a metà 2018. La settimana successiva, annunciarono tramite i social media di aver firmato un contratto discografico con la RCA Records. Secondo Billboard e le fonti dell'etichetta, l'accordo valeva più di $ 15 milioni per sei album in tre anni.
Puppy è stato ritardato a seguito di accuse sessuali contro il membro fondatore Ameer Vann. Sebbene Vann abbia ammesso di essere stato violento verbalmente con alcune fan, ha negato ogni accusa di abuso sessuale. Il 27 maggio, i Brockhampton annunciarono che Vann non avrebbe più fatto parte del gruppo, affermando che "erano stati ingannati" e scusandosi "per non aver parlato prima" di quanto accaduto. Il gruppo ha annullato il resto delle date del tour, inclusa un'apparizione al Governors Ball Music Festival.
Il 20 giugno, la band è apparsa al The Tonight Show di Jimmy Fallon, nel loro debutto televisivo a tarda notte e nella loro prima esibizione da quando hanno annunciato l'addio di Vann, interpretando il nuovo brano Tonya, accompagnato dai cantanti ospiti Jazmine Sullivan, Ryan Beatty e Serpentwithfeet, rivelando inoltre il nuovo titolo del loro prossimo album, The Best Years of Our Lives. Dopo l'esibizione, la band riprese il tour estivo, dirigendo l'Agency Festival a Long Beach, in California. Il mese successivo il gruppo annuncia il programma radiofonico Things We Lost in the Fire Radio, promettendo nuova musica per tutta l'estate. Il primo episodio dello show è stato trasmesso il 6 luglio 2018, con il debutto del singolo 1999 Wildfire in collaborazione con Jazze Pha, pubblicato quel giorno con un video musicale di accompagnamento. Il 18 luglio, il singolo 1998 Truman ha debuttato come parte del secondo episodio dello show. Un video musicale per la traccia è stato rilasciato più tardi quel giorno. Il 27 luglio, il gruppo ha pubblicato il singolo 1997 Diana, accompagnato da un video musicale. Più tardi quel giorno il brano è stato presentato nel terzo episodio di Things We Lost in the Fire Radio, insieme al brano incompiuto Don't Be Famous. Il 26 agosto 2018, il gruppo ha annunciato che un nuovo album intitolato Iridescence, registrato per dieci giorni negli Abbey Road Studios, sarebbe stato rilasciato a settembre. La band ha anche annunciato le date del loro tour "I'll Be There", iniziato il 3 ottobre 2018 a Mesa, in Arizona, che si è concluso il 6 dicembre 2018 a Las Vegas, Nevada. Iridescence è uscito il 21 settembre, composto da quindici nuove canzoni, tra cui la versione rinnovata di Tonya senza Sullivan e Beatty. Ha debuttato al numero uno della US Billboard 200 il 30 settembre 2018, diventando il loro primo album in testa alla classifica. Nel gennaio 2019, la band ha ricevuto la sua prima nomination in assoluto per il "Best International Group" ai BRIT Awards, che si sono svolti presso l'O2 Arena il 20 febbraio 2019. 
Settimane dopo aver pubblicato l'album solista di Kevin Abstract Arizona Baby il 1 ° luglio, è stato pubblicato su Twitter un frammento di una nuova canzone. Il gruppo ha successivamente pubblicato quattro singoli con annessi video musicali (I Been Born Again, If You Pray Right, Boy Bye e No Halo) che hanno portato all'uscita dell'album Ginger, che è uscito il 23 agosto. Due giorni dopo, venne pubblicato un video per il singolo Heaven Belongs to You con la collaborazione del rapper Slowthai.
Il 26 agosto, la band ha annunciato via Instagram e Twitter che avrebbero iniziato il loro tour Heaven Belongs to You, con gli artisti slowthai e 100 Gecs, da ottobre a dicembre 2019 a sostegno del nuovo album. La band fece la sua prima apparizione al The Ellen Show il 6 settembre 2019, esibendosi in Sugar e Boy Bye, sebbene quest'ultima non fosse trasmessa in televisione. Più tardi quello stesso giorno, hanno cantato No Halo con Deb Never al Jimmy Kimmel Live!. Il gruppo è stato ospite del Tonight Show con Jimmy Fallon, esibendosi in Sugar con la voce di Ryan Beatty il 24 ottobre. 
Il 14 gennaio 2020, Sugar è diventato il primo successo di Billboard del gruppo, debuttando al numero 70 sulla Billboard Hot 100 e rimanendo in classifica per nove settimane, raggiungendo la posizione 66. Il 6 marzo è stata pubblicata una versione remix di Sugar con la cantante inglese Dua Lipa, ed i cantanti Jon B e Ryan Beatty. La traccia divenne anche il primo disco di platino del gruppo il 29 aprile 2020.

### Technical Difficulties, Roadrunnere lo scioglimento (2020-2022)
Alla fine di aprile 2020, in seguito alla pandemia di coronavirus, la band iniziò a pubblicare singoli non prodotti in studio con il titolo Technical Difficulties sul loro canale YouTube, registrati durante la quarantena autoindotta della band. I livestream precedenti all'uscita di questi singoli, sono stati trasmessi in streaming sulla piattaforma Twitch per i fan. Sono state pubblicate le canzoni N.S.T, things can't stay the same, M.O.B, twisted feat. Ryan Beatty e Christian Alexander, I.F.L, baby bull, downside, fishbone e chain on / hold feat. JPEGMafia. I membri hanno in seguito confermato sui live-stream, che un sesto album è stato terminato fonicamente e che si aspettano l'uscita per l'estate 2020.
L'album alla fine viene rimandato, ma durante l'estate Kevin ed Henock hanno annunciato che le iniziali del titolo del disco erano RR, ovvero, come annunciato a gennaio 2021, Roadrunner: New Light, New Machine. Il primo singolo, Buzzcut, viene pubblicato il 24 marzo successivo e vede la partecipazione del rapper Danny Brown: Roadrunner , pubblicato il 9 aprile, continua infatti la strada intrapresa da Ginger di intraprendere collaborazioni con artisti esterni. Partecipano infatti oltre a Danny Brown anche A$AP Rocky ed A$AP Ferg in Bankroll (brano che girava tra i fan del gruppo attraverso leak sin dal 2018), JPEGmafia in Chain On (ripresa da Technical Difficulties con alcune modifiche), Charlie Wilson e SSGKobe, e contributi ai cori di Ryan Beatty e Shawn Mendes. Il 4 giugno successivo viene pubblicata una riedizione con 3 nuovi brani e un remix di uno di essi. Infine il gruppo partecipa alla colonna sonora di Space Jam: New Legends con il brano MVP, che contiene un campionamento ed interpolazione della hit Jump dei Kris Kross.

#### Lo scioglimento,The FamilyeTM
Il 14 gennaio 2022 il gruppo annunciato tramite i loro canali social che si prenderanno una pausa indefinita dopo la loro partecipazione al festival di Coachella. Lo scioglimento viene poi ufficializzato dopo questa perfomance, annunciando che il loro ultimo album sarebbe uscito entro l'anno, che viene annunciato il 27 ottobre successivo con il titolo The Family. Il disco vede la sola partecipazione di Kevin Abstract, con testi in cui riflette sulla storia del gruppo e ciò che lo ha portato allo scioglimento tra dissidi interni e pressioni riguardanti gli obblighi contrattuali con la RCA, e viene pubblicato il 17 novembre 2022. Lo stesso giorno tuttavia, un messaggio nascosto in un'immagine promozionale di The Family svela l'uscita di un altro album, TM, prevista per il giorno successivo. L'album, definito come "un regalo per i nostri fan", vede la partecipazione di tutti i membri del gruppo ed era stato registrato nel 2021 in un ritiro di due settimame a Ojai, California, ma mai completato all'epoca; inoltre ha lo scopo di terminare il contratto con la RCA soddisfandone i termini. Entrambi gli album hanno ricevuto pareri contrastanti da critica e pubblico, tra chi ha apprezzato l'onestà dei lavori ed il loro ruolo di "saluto finale" e chi li ha trovati sottotono, specialmente TM. Il 19 novembre la band ha tenuto la loro esibizione finale al Fonda Theatre di Los Angeles.

## Formazione

### Ultima formazione
- Kevin Abstract – voce, produzione, direzione creativa e video (2010–2022)
- Matt Champion – voce (2014–2022)
- Merlyn Wood – voce (2012–2022)
- Dom McLennon – voce, produzione (2010–2022)
- Joba – voce, produzione, missaggio, mastering (2012–2022)
- Bearface – voce, chitarra, produzione (2013–2022)
- Romil Hemnani – produzione, recording engineering, DJ (2012–2022)
- Jabari Manwa – produzione (2015–2022), voce (2020–2022)
- Kiko Merley – produzione (2015-2022)
- Henock Sileshi – direzione creativa e grafica (2012–2022)
- Robert Ontenient – web design (2013–2022), voce skit (2017, 2021)
- Jon Nunes – management (2012–2022)
- Ashlan Grey – fotografia (2016–2022)

### Ex componenti
- Ameer Vann – voce (2010–2018)
- Rodney Tenor – voce (2010–2016)
- Albert Gordon – produzione (2014–2016)
- Franklin Mendez - DJ, direzione creativa, fotografia (2011-2015)
- Anish Ochani - management (2015-2017)
- Titus Gilner - fotografia (2014-2015)

## Discografia

### Album in studio
- 2017 – Saturation
- 2017 – Saturation II
- 2017 – Saturation III
- 2018 – Iridescence
- 2019 – Ginger
- 2021 – Roadrunner: New Light, New Machine
- 2022 – The Family
- 2022 – TM

### Mixtape
- 2016 – All-American Trash

### Raccolte
- 2017 – Saturation Boxset (Saturation Drafts)

### Singoli
- 2019 – Sugar